# Blumhardts Literatursalon

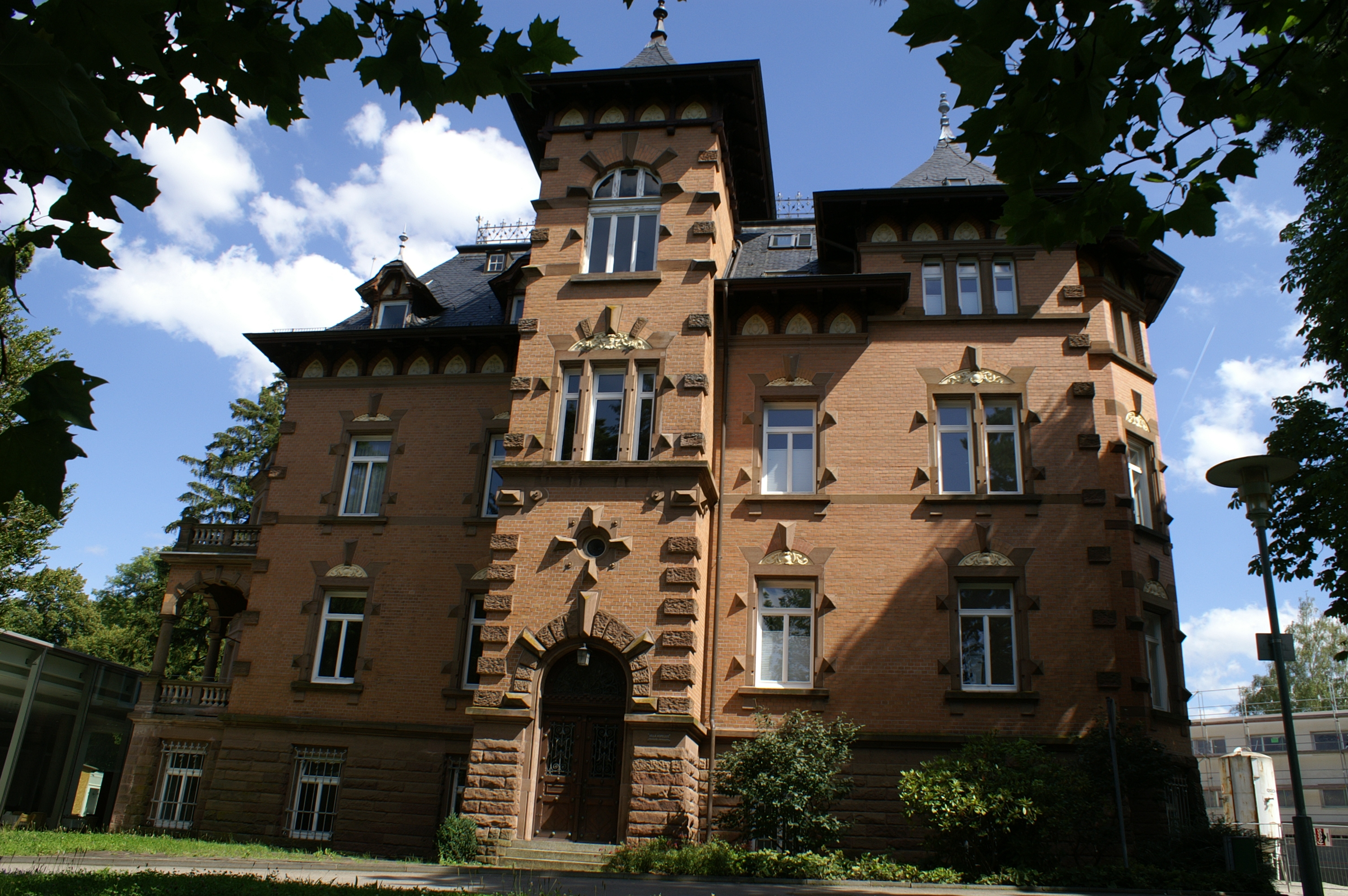
Blumhardts Literatursalon wird in der Villa Vopelius präsentiert

Blumhardts Literatursalon ist eine literarische Gedenkstätte, die von der Evangelischen Akademie Bad Boll in ihrer Villa Vopelius präsentiert wird. Erinnert wird an die Zeit, als in Bad Boll die Pfarrer und Schriftsteller Johann Christoph Blumhardt und sein Sohn  Christoph wirkten. Literaturgeschichtlich bedeutende Verbindungen gibt es zu Eduard Mörike, Ottilie Wildermuth, Ludwig Richter, Friedrich Mann (das Vorbild für Christian Buddenbrook), Elisabeth von Ardenne (das Vorbild für Effi Briest), Hermann Hesse, Gottfried Benn, Richard Wilhelm, Hermann Kutter und Karl Barth. Die Ausstellung zeigt Porträts, Autografen und Bücher.

## Sonstiges
Auf dem nahegelegenen Friedhof befinden sich die Gräber der Familie Blumhardt mit aufwendig gestalteten Grabdenkmälern.